# 伊集院俊忠
伊集院 俊忠（いじゅういん としただ、生没年不詳）は、鎌倉時代中期の武士。薩摩の人。薩摩島津氏の一族で、伊集院氏の初代当主。官は侍従房。子に久兼（2代）。

## 略歴
薩摩守護島津家2代忠時の七男・忠経の四男。伊集院地頭職を得たことを契機に伊集院へ移り住む。島津家から古城を賜り、それを俊忠が改修したものが内城と伝わる。伊集院氏と称したのは子の久兼からで、俊忠は島津姓であったとも言われている。

## 系譜
- 父：島津忠経
- 母：不詳
- 妻：不詳
  - 男子：伊集院久兼